# قازی
قازی (قزاقی: Қазы) یک دریاچه در استان پاولودار کشور قزاقستان است.